# Kazachs voetbalelftal (vrouwen)
Het Kazachstaanse vrouwenvoetbalelftal is het vrouwenvoetbalteam wat voor Kazachstan uitkomt bij internationale wedstrijden, zoals het EK voetbal vrouwen en het WK voetbal vrouwen.

## FIFA-wereldranglijst
| 2003 | 2004 | 2005 | 2006 | 2007 | 2008 | 2009 | 2010 | 2011 | 2012 | 2013 | 2014 | 2015 | 2016 | 2017 |
| ---- | ---- | ---- | ---- | ---- | ---- | ---- | ---- | ---- | ---- | ---- | ---- | ---- | ---- | ---- |
| 61   | 64   | 63   | 67   | 65   | 62   | 62   | 78   | 76   | 65   | 63   | 70   | 71   | 64   | 62   |

## Prestaties op eindrondes
| Jaar   | Ronde                                     | Wed.                                      | W                                         | G                                         | V                                         | D+                                        | D+                                        |
| ------ | ----------------------------------------- | ----------------------------------------- | ----------------------------------------- | ----------------------------------------- | ----------------------------------------- | ----------------------------------------- | ----------------------------------------- |
| 1995   | Nam deel aan het Aziatische kampioenschap | Nam deel aan het Aziatische kampioenschap | Nam deel aan het Aziatische kampioenschap | Nam deel aan het Aziatische kampioenschap | Nam deel aan het Aziatische kampioenschap | Nam deel aan het Aziatische kampioenschap | Nam deel aan het Aziatische kampioenschap |
| 1997   | Nam deel aan het Aziatische kampioenschap | Nam deel aan het Aziatische kampioenschap | Nam deel aan het Aziatische kampioenschap | Nam deel aan het Aziatische kampioenschap | Nam deel aan het Aziatische kampioenschap | Nam deel aan het Aziatische kampioenschap | Nam deel aan het Aziatische kampioenschap |
| 2001   | Nam deel aan het Aziatische kampioenschap | Nam deel aan het Aziatische kampioenschap | Nam deel aan het Aziatische kampioenschap | Nam deel aan het Aziatische kampioenschap | Nam deel aan het Aziatische kampioenschap | Nam deel aan het Aziatische kampioenschap | Nam deel aan het Aziatische kampioenschap |
| 2005   | Niet gekwalificeerd                       | Niet gekwalificeerd                       | Niet gekwalificeerd                       | Niet gekwalificeerd                       | Niet gekwalificeerd                       | Niet gekwalificeerd                       | Niet gekwalificeerd                       |
| 2009   | Niet gekwalificeerd                       | Niet gekwalificeerd                       | Niet gekwalificeerd                       | Niet gekwalificeerd                       | Niet gekwalificeerd                       | Niet gekwalificeerd                       | Niet gekwalificeerd                       |
| 2013   | Niet gekwalificeerd                       | Niet gekwalificeerd                       | Niet gekwalificeerd                       | Niet gekwalificeerd                       | Niet gekwalificeerd                       | Niet gekwalificeerd                       | Niet gekwalificeerd                       |
| 2017   | Niet gekwalificeerd                       | Niet gekwalificeerd                       | Niet gekwalificeerd                       | Niet gekwalificeerd                       | Niet gekwalificeerd                       | Niet gekwalificeerd                       | Niet gekwalificeerd                       |
| Totaal | 0/5                                       | 0                                         | 0                                         | 0                                         | 0                                         | 0                                         | 0                                         |

| Jaar   | Ronde                | Wed.                 | W                    | G                    | V                    | D+                   | D+                   |
| ------ | -------------------- | -------------------- | -------------------- | -------------------- | -------------------- | -------------------- | -------------------- |
| 1991   | Niet deelgenomen     | Niet deelgenomen     | Niet deelgenomen     | Niet deelgenomen     | Niet deelgenomen     | Niet deelgenomen     | Niet deelgenomen     |
| 1995   | Niet deelgenomen     | Niet deelgenomen     | Niet deelgenomen     | Niet deelgenomen     | Niet deelgenomen     | Niet deelgenomen     | Niet deelgenomen     |
| 1999   | Niet gekwalificeerd* | Niet gekwalificeerd* | Niet gekwalificeerd* | Niet gekwalificeerd* | Niet gekwalificeerd* | Niet gekwalificeerd* | Niet gekwalificeerd* |
| 2003   | Niet deelgenomen     | Niet deelgenomen     | Niet deelgenomen     | Niet deelgenomen     | Niet deelgenomen     | Niet deelgenomen     | Niet deelgenomen     |
| 2007   | Niet gekwalificeerd  | Niet gekwalificeerd  | Niet gekwalificeerd  | Niet gekwalificeerd  | Niet gekwalificeerd  | Niet gekwalificeerd  | Niet gekwalificeerd  |
| 2011   | Niet gekwalificeerd  | Niet gekwalificeerd  | Niet gekwalificeerd  | Niet gekwalificeerd  | Niet gekwalificeerd  | Niet gekwalificeerd  | Niet gekwalificeerd  |
| 2015   | Niet gekwalificeerd  | Niet gekwalificeerd  | Niet gekwalificeerd  | Niet gekwalificeerd  | Niet gekwalificeerd  | Niet gekwalificeerd  | Niet gekwalificeerd  |
| 2019   | Nog niet gekend      | Nog niet gekend      | Nog niet gekend      | Nog niet gekend      | Nog niet gekend      | Nog niet gekend      | Nog niet gekend      |
| Totaal | 0/7                  | 0                    | 0                    | 0                    | 0                    | 0                    | 0                    |

KFF · A-internationals · Bondscoaches · Statistieken · Kazachs vrouwenelftal · Olympisch elftal · Kazachstan U21 · Kazachstan U20 · Kazachstan U19 · Kazachstan U18 · Kazachstan U17
1992 – 1999 · 2000 – 2009 · 2010 – 2019 · 2020 – 2029
1992 · 1993 · 1994 · 1995 · 1996 · 1997 · 1998 · 1999 · 2000 · 2001 · 2002 · 2003 · 2004 · 2005 · 2006 · 2007 · 2008 · 2009 · 2010 · 2011 · 2012 · 2013 · 2014 · 2015 · 2016 · 2017 · 2018 · 2019 · 2020 · 2021 · 2022 · 2023 ·
2024 · 2025
Albanië ·
Andorra ·
Armenië ·
Azerbeidzjan ·
Bahrein ·
België ·
Bosnië en Herzegovina ·
Bulgarije ·
Burkina Faso ·
China ·
Curaçao ·
Cyprus ·
Denemarken ·
Duitsland ·
Engeland ·
Estland ·
Faeröer ·
Finland ·
Frankrijk ·
Georgië ·
Griekenland ·
Hongarije · 
Ierland ·
IJsland ·
Irak ·
Iran ·
Japan ·
Jordanië ·
Kirgizië ·
Koeweit ·
Kroatië ·
Laos ·
Letland ·
Libanon ·
Libië ·
Liechtenstein ·
Litouwen ·
Litouwen ·
Luxemburg ·
Malta ·
Moldavië ·
Montenegro ·
Nederland ·
Nepal ·
Noord-Ierland ·
Noord-Korea ·
Noord-Macedonië ·
Noorwegen ·
Oekraïne ·
Oezbekistan ·
Oman ·
Oostenrijk ·
Pakistan ·
Palestina ·
Polen ·
Portugal ·
Qatar ·
Roemenië ·  
Rusland ·
San Marino ·
Saoedi-Arabië ·
Schotland ·
Servië ·
Singapore ·
Slovenië ·
Slowakije ·
Syrië ·
Tadzjikistan ·
Thailand ·
Tsjechië ·
Turkmenistan ·
Turkije ·
Verenigde Arabische Emiraten ·
Vietnam ·
Wales ·
Wit-Rusland ·
Zuid-Korea ·
Zweden